# 1549年至1550年教宗選舉秘密會議
1549年至1550年教宗選舉秘密會議是樞機團於教宗保祿三世離世後選出若望·瑪利亞·索基·德爾·蒙特樞機為教宗儒略三世的選舉秘密會議。這次選舉秘密會議是16世紀舉行時間第二長及截至當時有最多樞機選舉人參與的1次。當時參與的樞機選舉人（最高峰有51人）分為3個陣營，包括法蘭西王國的亨利二世派（法蘭西派）、神聖羅馬帝國的查理五世派（帝國派）和法爾內塞派（保祿三世的姪子樞機）。
樞機團留意到歐洲列強的廣泛干預，故此他們在選舉秘密會議裏確定何時和如何重新召開查理五世支持但亨利二世持反對態度的特利騰大公會議。他們亦需要決定帕爾馬公國的命運（查理五世和法爾內塞家族聲稱擁有該公國）。樞機團雖然幾乎選出雷吉納爾德·博勒樞機為新教宗，但是遲到的各法蘭西的樞機令選舉秘密會議變回僵局。各樞機選舉人最後妥協並選出若望·德爾·蒙特樞機為教宗儒略三世。
法蘭西人希望儒略三世不會給予神聖羅馬帝國任何好處。不過，他們的緊張局勢在儒略三世1550年11月重新召開特利騰大公會議之時失控。關係破裂後，他們於1551年8月幾乎導致天主教會分裂。法蘭西軍隊、帕爾馬公爵奧塔維奧·法爾內塞的軍隊和教宗以及神聖羅馬帝國的聯合軍隊展開了一段短暫的帕爾馬戰爭。這兩件事情亦令他們的鬥爭進入高潮。
法蘭西的神職人員並沒有參與特利騰大公會議於1551年至1552年的會期。亦因如此，他們在法蘭西王國推行改革的進度緩慢。由於亨利二世不允許任何法蘭西的樞機在羅馬定居，很多樞機都錯過了選出馬策祿二世的選舉秘密會議。然而馬策祿二世出任教宗的時間短暫。當他們抵達羅馬時，他們只是剛好及時選出保祿四世作為馬策祿二世的繼任人。

## 教宗保祿三世離世
保祿三世1549年11月10日於羅馬奎里納萊宮離世，終年81歲。離世後，他生前戴上的漁人權戒和教宗印信被銷毀。遺體同日送回梵蒂岡並在下午於聖伯多祿大殿的至聖聖事小堂安放2日。11月13日，保祿三世葬在聖伯多祿大殿1個由米高安哲羅設計的陵墓。

## 樞機選舉人
保祿三世史無前例地將樞機團人數增至54人，而選舉秘密會議的長度令很多居於外地的樞機都可以參與選舉。故此最高峰時總共有51位樞機選舉人參與。不過，有2位樞機和數位樞機分別在選舉進行期間離世和生病。故此，只有44人參加最後1輪投票。
根據查爾斯·德洛林-蓋斯樞機寫給亨利二世信中的記錄，法蘭西派的樞機在12位來自法蘭西的樞機到達羅馬後共有23人。帝國派有22位樞機，4位樞機立場中立。因此蓋斯樞機認為任何1個陣營即使成功說服立場中立的樞機亦未能令某人得到三分之二的支持票而當選教宗。此外，11位被蓋斯當作法蘭西派的意大利樞機似乎可能只向意大利人投票。這令亨利二世心目中3個應成為教宗的人（類斯·德·波旁·德·旺多姆、若望·德·洛林和喬治·昂布瓦斯）並無可能當選。非法蘭西王國籍的法蘭西代言樞機埃斯特轉而成為亨利二世的選擇。法蘭西王后嘉芙蓮·德·麥地奇認為她的伯父若望·薩爾維亞蒂樞機是出任教宗的人選，但是帝國派和法爾內塞家族均強烈反對。
另一邊廂，查理五世支持2位樞機出任教宗。第1位是若望·阿爾瓦雷斯·德·托萊多樞機，其次是雷吉納爾德·博勒樞機。不過法蘭西的所有樞機、薩爾維亞蒂樞機、尼各老·里多爾菲樞機和2位負責將特利騰大公會議移師到博洛尼亞的神職人員（若望·瑪利亞·索基·德爾·蒙特樞機和馬策祿·塞爾維尼·阿布魯·斯班諾志樞機）均反對這2人出任教宗。

### 出席的樞機選舉人
以下是參與選舉秘密會議的51位樞機：
| 姓名                                  | 所屬國家/地區             | 級別       | 於羅馬的領銜職務                        | 冊封樞機日期                                         | 冊封者   | 備註                                                                                        |
| ------------------------------------- | ------------------------- | ---------- | --------------------------------------- | ---------------------------------------------------- | -------- | ------------------------------------------------------------------------------------------- |
| 若望·道明·德·庫皮斯                   | 羅馬 （立場親法蘭西）     | 主教級樞機 | 奧斯蒂亞及韋萊特里羅馬城郊教區主教      | 1517年7月1日                                         | 良十世   | 樞機團團長                                                                                  |
| 若望·薩爾維亞蒂                       | 佛羅倫斯 （立場親法蘭西） | 主教級樞機 | 波多-聖魯菲納羅馬城郊教區主教           | 1517年7月1日                                         | 良十世   | 樞機團副團長                                                                                |
| 菲利普·德·拉·查佩羅                   | 法蘭西王國                | 主教級樞機 | 弗拉斯卡蒂羅馬城郊教區主教              | 1533年11月7日                                        | 克勉七世 | 本篤會會士                                                                                  |
| 若望·伯多祿·加拉法                    | 那不勒斯 （立場親法蘭西） | 主教級樞機 | 薩比娜羅馬城郊教區主教                  | 1536年12月22日                                       | 保祿三世 | 未來的教宗保祿四世                                                                          |
| 若望·瑪利亞·索基·德爾·蒙特            | 羅馬                      | 主教級樞機 | 帕萊斯特里納羅馬城郊教區主教            | 1536年12月22日                                       | 保祿三世 | 於這次選舉中當選成為 教宗儒略三世                                                           |
| 埃尼奧·佛朗那迪                       | 羅馬 （立場親法蘭西）     | 主教級樞機 | 阿爾巴諾羅馬城郊教區主教                | 1536年12月22日                                       | 保祿三世 | 1549年12月19日離世                                                                          |
| 類斯·德·波旁·德·旺多姆                | 法蘭西王國                | 司鐸級樞機 | 聖撒比納堂區司鐸                        | 1517年7月1日                                         | 良十世   | 拉昂主教和桑斯總教區署理                                                                    |
| 方濟各·皮薩尼                         | 威尼斯 （立場親法蘭西）   | 司鐸級樞機 | 聖馬爾谷堂區司鐸                        | 1517年7月1日                                         | 良十世   | 帕多瓦教區主教                                                                              |
| 方濟各·迪·圖爾農                      | 法蘭西王國                | 司鐸級樞機 | 聖馬策祿及聖伯多祿堂區司鐸              | 1530年3月9日                                         | 克勉七世 | 歐什總教區總主教                                                                            |
| 若望·杜倍雷                           | 法蘭西王國                | 司鐸級樞機 | 聖基所恭堂區司鐸                        | 1535年5月21日                                        | 保祿三世 | 巴黎教區主教、波爾多總教區署理和前巴約訥教區主教                                            |
| 魯道夫·庇護·迪·卡爾皮                 | 卡爾皮 （立場親帝國）     | 司鐸級樞機 | 越台伯河的聖母堂區司鐸                  | 1536年12月22日                                       | 保祿三世 | 阿格里真托教區署理                                                                          |
| 若望·阿爾瓦雷斯·德·托萊多             | 西班牙 （立場親帝國）     | 司鐸級樞機 | 拉特朗聖克勉堂區司鐸                    | 1538年12月20日                                       | 保祿三世 | 道明會會士、 布爾戈斯教區主教                                                               |
| 羅伯特·德·萊昂考特                    | 法蘭西王國                | 司鐸級樞機 | 尼祿-亞歷山德里亞浴場 聖亞博那堂區司鐸  | 1538年12月20日                                       | 保祿三世 | 沙隆教區主教                                                                                |
| 安多尼·桑俊·德·默東                   | 法蘭西王國                | 司鐸級樞機 | 金碧地利聖母堂區司鐸                    | 1539年12月19日                                       | 保祿三世 | 奧爾良教區主教                                                                              |
| 馬策祿·塞爾維尼· 阿布魯·斯班諾志      | 蒙泰法諾                  | 司鐸級樞機 | 耶路撒冷聖十字堂區司鐸                  | 1539年12月19日                                       | 保祿三世 | 雷焦艾米利亞教區主教、 未來的教宗馬策祿二世、 1549年12月22日因病退出這次選舉秘密會議        |
| 彌額爾·達·席爾瓦                      | 葡萄牙                    | 司鐸級樞機 | 聖巴西德堂區司鐸                        | 1539年12月19日（默存心中） 1541年12月2日（正式公布） | 保祿三世 | 馬薩馬里蒂馬教區主教                                                                        |
| 若望·葉理諾·諸根                      | 米蘭 （立場親帝國）       | 司鐸級樞機 | 聖斯德望圓形堂區司鐸                    | 1542年6月2日                                         | 保祿三世 | 摩德納教區主教                                                                              |
| 馬策祿·克雷森茲                       | 羅馬                      | 司鐸級樞機 | 聖馬策祿堂區司鐸                        | 1542年6月2日                                         | 保祿三世 | 康扎總教區署理                                                                              |
| 基多福·馬度索                         | 卡拉維諾                  | 司鐸級樞機 | 皇宮的聖凱撒利亞堂區司鐸                | 1542年6月2日（默存心中） 1545年1月7日（正式公布）    | 保祿三世 | 特倫托教區主教和 布雷薩諾內教區主教                                                         |
| 方濟各·門多薩·德·博瓦迪利亞           | 西班牙 （立場親帝國）     | 司鐸級樞機 | 天壇聖母堂區司鐸                        | 1544年12月19日                                       | 保祿三世 | 科里亞教區主教                                                                              |
| 巴爾多祿茂·德·拉·貴華·伊·托萊多       | 西班牙 （立場親帝國）     | 司鐸級樞機 | 美魯蘭拉的聖瑪竇堂區司鐸                | 1544年12月19日                                       | 保祿三世 |                                                                                             |
| 喬治·迪雅馬邑                         | 法蘭西王國                | 司鐸級樞機 | 聖若望及保祿堂區司鐸                    | 1544年12月19日                                       | 保祿三世 | 羅德茲教區主教和 都爾總教區署理                                                             |
| 奧托·杜克斯·馮·沃爾德堡               | 士瓦本                    | 司鐸級樞機 | 聖女巴比諾堂區司鐸                      | 1544年12月19日                                       | 保祿三世 | 奧格斯堡教區主教                                                                            |
| 方濟各·斯馮德拉提                     | 克雷莫納 （立場親帝國）   | 司鐸級樞機 | 聖亞納大西亞堂區司鐸                    | 1544年12月19日                                       | 保祿三世 | 克雷莫納教區主教                                                                            |
| 費德廉·塞西                           | 羅馬                      | 司鐸級樞機 | 聖龐加爵堂區司鐸                        | 1544年12月19日                                       | 保祿三世 | 卡塞塔教區宗座署理                                                                          |
| 杜蘭特·杜蘭蒂                         | 帕拉佐洛                  | 司鐸級樞機 | 十二宗徒堂區司鐸                        | 1544年12月19日                                       | 保祿三世 | 卡薩諾教區主教                                                                              |
| 伯多祿·帕切科·德·比列納               | 西班牙 （立場親帝國）     | 司鐸級樞機 | （無）                                  | 1545年12月16日                                       | 保祿三世 | 哈恩教區主教                                                                                |
| 喬治·迪昂布瓦斯                       | 法蘭西王國                | 司鐸級樞機 | 戴克里先浴場聖女蘇撒納堂區司鐸          | 1545年12月16日                                       | 保祿三世 | 魯昂總教區總主教                                                                            |
| 查爾斯·德·洛林-蓋斯                   | 法蘭西王國                | 司鐸級樞機 | 聖則濟利亞堂區司鐸                      | 1547年7月27日                                        | 保祿三世 | 蘭斯總教區總主教                                                                            |
| 葉理諾·華拉諾                         | 羅馬                      | 司鐸級樞機 | 山上聖思維及瑪爾定堂區司鐸              | 1549年4月8日                                         | 保祿三世 | 羅薩諾總教區總主教和 卡帕喬教區主教                                                         |
| 若望·安傑洛·麥地奇                    | 米蘭                      | 司鐸級樞機 | 聖普正珍堂區司鐸                        | 1549年4月8日                                         | 保祿三世 | 拉古薩教區主教和 後來的教宗庇護四世                                                         |
| 伯爾納鐸·馬菲                         | 羅馬                      | 司鐸級樞機 | 戴克里先浴場聖雪拉柯堂區司鐸            | 1549年4月8日                                         | 保祿三世 | 基耶蒂總教區總主教                                                                          |
| 諾森·西博                             | 熱那亞                    | 執事級樞機 | 上主聖母執事區執事                      | 1513年9月23日                                        | 良十世   | 首席助祭、良十世的姪子樞機和熱那亞總教區總主教，1550年1月23日因間日瘧而退出這次選舉秘密會議 |
| 尼各老·里多爾菲                       | 佛羅倫斯 （立場親法蘭西） | 執事級樞機 | 拉塔路聖母執事區執事                    | 1517年7月1日                                         | 良十世   | 良十世的姪子樞機、 維琴察教區主教、 1550年1月31日於選舉秘密會議進行期間離世                 |
| 若望·德·洛林                          | 法蘭西王國                | 執事級樞機 | 聖安飛執事區執事                        | 1518年5月28日                                        | 良十世   | 梅斯教區主教、 納博訥教區、阿爾比教區、 阿讓教區和南特教區署理                              |
| 尼各老·加迪                           | 佛羅倫斯                  | 執事級樞機 | 殉道者市場聖維圖斯和 莫德斯托執事區執事 | 1527年5月3日                                         | 克勉七世 |                                                                                             |
| 赫丘利·岡薩加                         | 曼圖亞 （立場親帝國）     | 執事級樞機 | 新聖母執事區執事                        | 1527年5月3日                                         | 克勉七世 | 曼托瓦教區主教                                                                              |
| 葉理諾·多利亞                         | 熱那亞                    | 執事級樞機 | 帕里奧內聖多默執事區執事                | 1529年1月                                            | 克勉七世 | 塔拉戈納總教區署理                                                                          |
| 奧代河·德·科利尼·德·夏特林            | 法蘭西王國                | 執事級樞機 | 聖色爾爵及伯古斯執事區執事              | 1533年11月7日                                        | 克勉七世 | 博韋教區和 土魯斯總教區署理                                                                 |
| 亞歷山大·法爾內塞                     | 維泰博                    | 執事級樞機 | 達甦的聖老楞佐執事區執事                | 1534年12月18日                                       | 保祿三世 | 保祿三世的姪子樞機、 阿維尼翁總教區、蒙雷阿萊總教區和維塞烏教區署理                         |
| 圭多·阿斯卡尼奧· 斯福爾扎·迪·聖菲奧拉 | 羅馬                      | 執事級樞機 | 聖歐大邱執事區執事                      | 1534年12月18日                                       | 保祿三世 | 總務樞機、 帕爾馬教區宗座署理                                                               |
| 雷吉納爾德·博勒                       | 英格蘭 （立場親帝國）     | 執事級樞機 | 希臘聖母執事區執事                      | 1536年12月22日                                       | 保祿三世 | 未來的坎特伯雷總教區總主教                                                                  |
| 尼各老·卡丹尼                         | 羅馬                      | 執事級樞機 | 聖尼各老監獄執事區執事                  | 1536年12月22日（默存心中） 1538年3月13日（正式公布） | 保祿三世 | 卡普阿總教區總主教                                                                          |
| 伊波利托二世·埃斯特                   | 費拉拉 （立場親法蘭西）   | 執事級樞機 | 阿郊洛聖母執事區執事                    | 1538年12月20日（默存心中） 1539年3月5日（正式公布）  | 保祿三世 | 米蘭總教區總主教、 里昂總教區和歐坦教區署理                                                 |
| 雅各伯·薩維利                         | 羅馬                      | 執事級樞機 | 聖葛斯默和達彌盎執事區執事              | 1539年12月19日                                       | 保祿三世 | 尼卡斯特羅教區署理                                                                          |
| 安德肋·爾納羅                         | 威尼斯                    | 執事級樞機 | 聖戴多祿執事區執事                      | 1544年12月19日                                       | 保祿三世 | 布雷西亞教區主教                                                                            |
| 葉理諾·維干納蒂·加波達芬爾羅          | 羅馬                      | 執事級樞機 | 維拉布洛聖喬治執事區執事                  | 1544年12月19日                                       | 保祿三世 | 聖若望莫里延訥教區主教                                                                      |
| 蒂貝里奧·克里斯波                     | 羅馬 （立場親法蘭西）     | 執事級樞機 | 德哥特聖亞加塔執事區執事                | 1544年12月19日                                       | 保祿三世 | 保祿三世的姪子樞機、 阿馬爾菲總教區署理                                                     |
| 拉努喬·法爾內塞                       | 維泰博                    | 執事級樞機 | 魚市場的聖安傑洛執事區執事              | 1545年12月16日                                       | 保祿三世 | 拉丁禮君士坦丁堡宗主教、 聖座聖赦院院長、 拉韋納總教區署理、 聖伯多祿大殿總鐸               |
| 儒略·費爾特雷·德拉·羅韋雷             | 烏爾比諾                  | 執事級樞機 | 聖伯多祿鎖鏈執事區執事                  | 1547年7月27日（默存心中） 1548年1月9日（正式公布）   | 保祿三世 | 烏爾比諾總教區署理                                                                          |
| 查理二世·德·波旁-旺多姆               | 法蘭西王國                | 執事級樞機 | 舊聖西斯汀執事區執事                    | 1548年1月9日                                         | 保祿三世 | 天主教聖特古教區主教                                                                        |

### 缺席的樞機選舉人
缺席的樞機有3人：
| 姓名                   | 所屬國家/地區 | 級別       | 領銜職務                       | 冊封樞機日期   | 冊封者   | 備註                                           |
| ---------------------- | ------------- | ---------- | ------------------------------ | -------------- | -------- | ---------------------------------------------- |
| 格路·德·隆維·德·吉維利 | 法蘭西王國    | 司鐸級樞機 | 聖依搦斯蒙難堂區司鐸           | 1533年11月7日  | 克勉七世 | 普瓦捷教區和 朗格勒教區署理                    |
| 雅各伯·迪阿內博爾      | 法蘭西王國    | 司鐸級樞機 | 戴克里先浴場聖女蘇撒納堂區司鐸 | 1544年12月19日 | 保祿三世 | 魯昂總教區總主教                               |
| 恩里克                 | 葡萄牙        | 司鐸級樞機 | 四殉道堂區司鐸                 | 1545年12月16日 | 保祿三世 | 埃武拉總教區總主教、未來的葡萄牙國王恩里克一世 |

## 選舉程序
1549年11月27日，12位樞機到達羅馬並和29位在保祿三世離世時身處羅馬的樞機會合。41位樞機其後抽籤決定各樞機選舉人於選舉秘密會議期間居住的房間。由於有樞機選舉人生病，故此這些樞機可以不須抽籤而獲優先分配房間。12月1日，樞機選舉人亦需要發誓遵守教宗儒略二世在《禁止買賣聖職》詔書上有關因買賣聖職而在教會內擔任聖職的內容和教宗額我略十世有關教宗選舉規程的《危險之處》詔書。2日後，他們決定採用秘密投票來選出新教宗。
這次選舉秘密會議會使用《危險之處》和《天主教法典》對選舉的規範。不過樞機團明顯漠視有關禁止向外界接觸的條文。有些未經許可的人士參與選舉秘密會議，而他們從小堂小門離開的時候並沒有將門關上。葡萄牙的彌額爾·達·席爾瓦樞機因為不滿查理五世和亨利二世的大使在場而向樞機團團長若望·道明·德·庫皮斯投訴選舉是「公開多於不公開」。當類斯·迪·波旁·迪·旺多姆樞機1550年1月14日到場後，選舉秘密會議共有大約400人參與。然而當中只有48人是樞機，而其餘300餘人則包括有部分樞機的兄弟、世俗政權領袖的代表和為了只向外界透露選舉進程而進入會場的人。1月31日，1個由6位樞機（加拉法、波旁、帕切科、沃爾德堡、席爾瓦和博勒）組成的改革委員會決定實施13項規定。這些規定包括限制每位樞機選舉人的助手人數至最多3人、禁止樞機擴大房間的空間或更換房間、禁止3位以上的樞機進行私人會議、各樞機選舉人不得共同進食或分享食物和各樞機不得於晚上10時30分至黎明時分期間離開房間等等。醫生和理髮師亦各自只能有3名意大利人、1名法蘭西人、1名德國人和1名西班牙人。

## 投票過程及潛在教宗

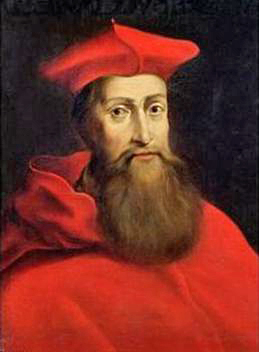
雷吉納爾德·博勒樞機，查理五世認為可以出任教宗的第二人選和選舉秘密會議舉行初期得票較多的人。

選舉秘密會議進行前和進行期間，很多羅馬的莊家就「潛在教宗」（即有較大機會當選的樞機）提供點差交易。根據瑪竇·丹多洛（義大利語：Matteo Dandolo）的資料，「這些商人明顯對投票結果瞭如指掌。樞機們的各侍從在賭局裏與他們合作，他們因而得到很多錢。」
選舉秘密會議於保祿小堂（非西斯汀小堂，該處被分隔成19個房間供樞機休息）召開後5日，樞機於1549年12月3日進行首輪投票。由於法蘭西王室在保祿三世離世後10天才收到他的死訊，故此選舉秘密會議開始時在場的樞機幾乎都是宗座出缺時身處羅馬的帝國派樞機。然而14位法蘭西的樞機裏只有2位身處意大利（其中1位是正在法爾內塞家族領地度假的安多尼·桑俊·德·默東）。因為《博洛尼亞協議》其中1個條款容許教宗在法蘭西神職人員於羅馬離世時向法蘭西王國支付聖職俸祿，所以亨利二世叮囑樞機留在法蘭西王國。與此同時，他透過非法蘭西盟友（特別是伊波利托二世·埃斯特）作為他與羅馬教廷之間的中間人。埃斯特為了令法蘭西的樞機出席選舉秘密會議而盡力將其延遲舉行。他亦使用自身影響力為保祿三世編排1個為期9天的獨特葬禮儀式。
德爾·蒙特樞機起初能夠當選教宗的賠率是1比5，緊隨其後的是薩爾維亞蒂、里多爾菲和博納。不過博納的賠率3天後上升至1比4。亞歷山大·法爾內塞樞機（保祿三世的姪子樞機）和4位或5位屬法爾內塞派的樞機（拉努喬·法爾內塞和圭多·阿斯卡尼奧·斯福爾扎·迪·聖菲奧拉等人）在選舉秘密會議一開始就支持神聖羅馬皇帝的第二人選雷吉納爾德·博勒樞機。他們之所以支持他是因為查理五世保證會支持奧塔維奧·法爾內塞為帕爾馬公爵。博勒樞機12月5日得到26張支持票，距離他當選教宗的三分之二門檻只差2票。此時他當選教宗的賠率已經升至0.95。法蘭西王國大使克勞德·迪約菲得知這個消息後即時前往保祿小堂大門並強烈要求其他樞機等待身在科西嘉島的法蘭西樞機參與選舉。另外，他亦威脅指教會有可能因為法蘭西的樞機缺席教宗選舉而分裂。
不管迪約菲的警告有否令其他樞機等待法蘭西的樞機、法蘭西的樞機到達熱那亞南部或選舉秘密會議完結，博勒在1549年12月7日起每次投票裏都獲得最多23張或24張支持票。蓋斯、查理二世·德·波旁-旺多姆、奧代河·德·科利尼·德·夏特林和若望·杜倍雷4位法蘭西的樞機於12月11日到達保祿小堂，當選教宗的絕對大多數門檻因而上升至31張支持票。博納勝出選舉的賠率亦下降至0.4。亨利二世給予蓋斯樞機15萬埃居，這筆金錢有可能作賄賂之用。其他法蘭西的樞機亦陸續開始到場參與選舉。喬治·昂布瓦斯和菲利普·德·拉·查佩羅於12月28日到場，而若望·德·洛林則於3天後到達。類斯·迪·波旁亦於翌年1月14日出席選舉秘密會議。
1550年1月22日，認為選舉秘密會議不能在1月、2月和3月完結的賠率分別是9比10、1比2和1比5。至於認為選舉永不完結的賠率為1比10。博納所得票數亦於1月底之前跌至21張支持票。不過，法蘭西派仍對應支持加拉法、迪·波旁、洛林或薩爾維亞蒂中哪1人出任教宗的意見分歧。雖然不少法蘭西的樞機均希望埃斯特能夠出任教宗，但是他並沒有得到更多支持票。法蘭西的樞機有可能覺得埃斯特只有在選舉秘密會議延長時才會有當選的希望，埃斯特亦因如此而無法出任教宗。按照先前應對拖延選舉的樞機的方法，樞機於1月底開始所得的基本設施和食物較之前為少。保祿小堂上層的窗戶亦因為要減少進入小堂的自然光和新鮮空氣而關上。不久之後，法爾內塞派認為在法蘭西派樞機裏最適當的教宗人選尼各老·里多爾菲於1月31日懷疑被人毒死。
亨利二世在2月6日發給蓋斯樞機的信件裏勸告蓋斯支持一個立場中立的候選人，但是這封信於選舉秘密會議完結後才送到蓋斯手上。起初，帝國派因為德爾·蒙特樞機轉換特利騰大公會議的召開地點而反對他出任教宗。法蘭西派亦因其羅馬平民世系身分和個人缺點而認為他並不適合成為教宗。雖然兩個派系起初均拒絕支持他，但是他過去對神聖羅馬帝國的敵意和查理五世最近發出的信件裏並沒有明確反對他出任教宗而分別得到法蘭西派和部分帝國派樞機的支持。他同時因為會保證承認奧塔維奧·法爾內塞為帕爾馬公爵而得到法爾內塞派的支持。各樞機然後在2月8日舉行的第61輪投票裏一致投票支持德爾·蒙特（此前已有41人和議推舉他）為新教宗。當選後他取名為「儒略三世」。

## 後續
儒略三世的加冕禮於1550年2月22日舉行。3月中旬，他出席羅馬主教就職典禮，但由於種種原因而令他在3個半月後才可以完成就職。此後，儒略三世一直出任教宗至1555年離世為止。

## 腳註及參考文獻

### 腳註
1. 1 2  Baumgartner, 1985, p. 301.
2. 1 2  Baumgartner, 1985, p. 302.
3. ↑  Baumgartner, 1985, pp. 306-308.
4. ↑  Baumgartner, 1985, pp. 313-314.
5. ↑  Baumgartner, 1985, p. 314.
6. 1 2 3 4  Adams, John Paul. . California State University, Northridge. 2016-04-25  [2018-01-04]. （原始内容存档于2018-01-04） （英语）.
7. ↑  Loughlin, J. . The Catholic Encyclopedia. New York: Robert Appleton Company. 1911  [2018-01-04]. （原始内容存档于2018-01-04） –New Advent （英语）.
8. 1 2 3 4  Baumgartner, 1985, p. 304.
9. 1 2 3 4 5 6  Baumgartner, 1985, p. 305.
10. ↑  Setton, 1984, p. 506.
11. 1 2  Miranda, Salvador. . Florida International University.   [2018-01-05]. （原始内容存档于2018-01-04） （英语）.
12. ↑  . The Vatican.   [2018-08-02]. （原始内容存档于2018-08-02） （英语）.
13. 1 2 3 4 5 6 7 8  Miranda, Salvador. . Florida International University.   [2018-01-05]. （原始内容存档于2018-01-05） （英语）.
14. 1 2  Setton, 1984, p. 508.
15. 1 2 3 4 5 6  Miranda, Salvador. . Florida International University.   [2018-01-05]. （原始内容存档于2018-01-05） （英语）.
16. 1 2 3 4 5 6 7 8 9 10 11  Miranda, Salvador. . Florida International University.   [2018-01-05]. （原始内容存档于2018-01-05） （英语）.
17. ↑  Setton, 1984, p. 514.
18. 1 2  Setton, 1984, p. 515.
19. 1 2 3 4 5 6  Setton, 1984, p. 509.
20. 1 2  Miranda, Salvador. . Florida International University.   [2018-01-05]. （原始内容存档于2018-01-05） （英语）.
21. 1 2  Miranda, Salvador. . Florida International University.   [2018-01-05]. （原始内容存档于2018-01-05） （英语）.
22. 1 2  Setton, 1984, p. 517.
23. 1 2 3 4 5 6  Miranda, Salvador. . Florida International University.   [2018-01-05]. （原始内容存档于2018-01-05） （英语）.
24. 1 2 3 4 5 6 7  Miranda, Salvador. . Florida International University.   [2018-01-05]. （原始内容存档于2018-01-05） （英语）.
25. ↑  . The Holy See.   [2018-01-05]. （原始内容存档于2018-01-05） （英语）.
26. 1 2 3 4 5 6  Miranda, Salvador. . Florida International University.   [2018-01-05]. （原始内容存档于2018-01-05） （英语）.
27. 1 2 3 4 5 6 7 8 9 10 11 12 13  Miranda, Salvador. . Florida International University.   [2018-01-05]. （原始内容存档于2018-01-05） （英语）.
28. 1 2 3  Setton, 1984, p. 522.
29. 1 2 3 4 5 6 7  Miranda, Salvador. . Florida International University.   [2018-01-05]. （原始内容存档于2018-01-05） （英语）.
30. 1 2 3 4 5  Miranda, Salvador. . Florida International University.   [2018-01-05]. （原始内容存档于2018-01-05） （英语）.
31. 1 2 3 4  Miranda, Salvador. . Florida International University.   [2018-01-05]. （原始内容存档于2018-01-05） （英语）.
32. 1 2  Miranda, Salvador. . Florida International University.   [2018-01-05]. （原始内容存档于2018-01-05） （英语）.
33. 1 2  Miranda, Salvador. . Florida International University.   [2018-01-05]. （原始内容存档于2018-01-05） （英语）.
34. 1 2 3  Miranda, Salvador. . Florida International University.   [2018-01-05]. （原始内容存档于2018-01-05） （英语）.
35. 1 2  Miranda, Salvador. . Florida International University.   [2018-01-05]. （原始内容存档于2018-01-05） （英语）.
36. 1 2 3  Miranda, Salvador. . Florida International University.   [2018-01-05]. （原始内容存档于2018-01-05） （英语）.
37. 1 2 3 4  Baumgartner, 1985, p. 306.
38. 1 2  Miranda, Salvador. . Florida International University.   [2018-01-05]. （原始内容存档于2018-01-05） （英语）.
39. 1 2  Setton, 1984, p. 507.
40. ↑  Setton, 1984, p. 517-518.
41. ↑  Setton, 1984, pp. 518-519.
42. ↑  Baumgartner, 1985, p. 303.
43. ↑  Baumgartner, 1985, pp. 306-307.
44. ↑  Baumgartner, 1985, p. 307.
45. 1 2  Baumgartner, 1985, p. 308.
46. 1 2 3  Baumgartner, 1985, p. 310.
47. 1 2  Baumgartner, 1985, p. 309.
48. ↑  Baumgartner, 1985, p. 311.
49. ↑  Baumgartner, 1985, p. 312.
50. ↑  . The Holy See.   [2018-01-07]. （原始内容存档于2018-01-07） （英语）.